# Itame semivolata
Itame semivolata är en fjärilsart som beskrevs av Dyar 1923. Itame semivolata ingår i släktet Itame och familjen mätare. Inga underarter finns listade i Catalogue of Life.